# Crégy-lès-Meaux
Crégy-lès-Meaux ist eine französische Gemeinde mit 5419 Einwohnern (Stand 1. Januar 2022) im Département Seine-et-Marne in der Region Île-de-France; sie gehört zum Arrondissement Meaux und zum Kanton Claye-Souilly.
Die Einwohner werden Crégyssois genannt.

## Geographie
Crégy-lès-Meaux liegt am Canal de l’Ourcq.

### Nachbargemeinden
Umgeben ist Crégy-lès-Meaux von den Gemeinden Chambry im Nordosten, Meaux im Osten und Süden, Chauconin-Neufmontiers im Westen sowie Penchard im Nordwesten.

## Bevölkerungsentwicklung
| Jahr      | 1962 | 1968 | 1975 | 1982 | 1990 | 1999 | 2006 | 2011 |
| Einwohner | 772  | 793  | 786  | 1007 | 2294 | 3677 | 4260 | 4339 |

## Sehenswürdigkeiten
- Ehemaliges Karmelitenkloster, erbaut im 1./18. Jahrhundert
- Kirche Saint-Laurent aus dem 19. Jahrhundert
- Rathaus mit Schule, erbaut im 19. Jahrhundert
- Waschhaus (Lavoir)
- Gutshof in der Rue Roger-Salengro

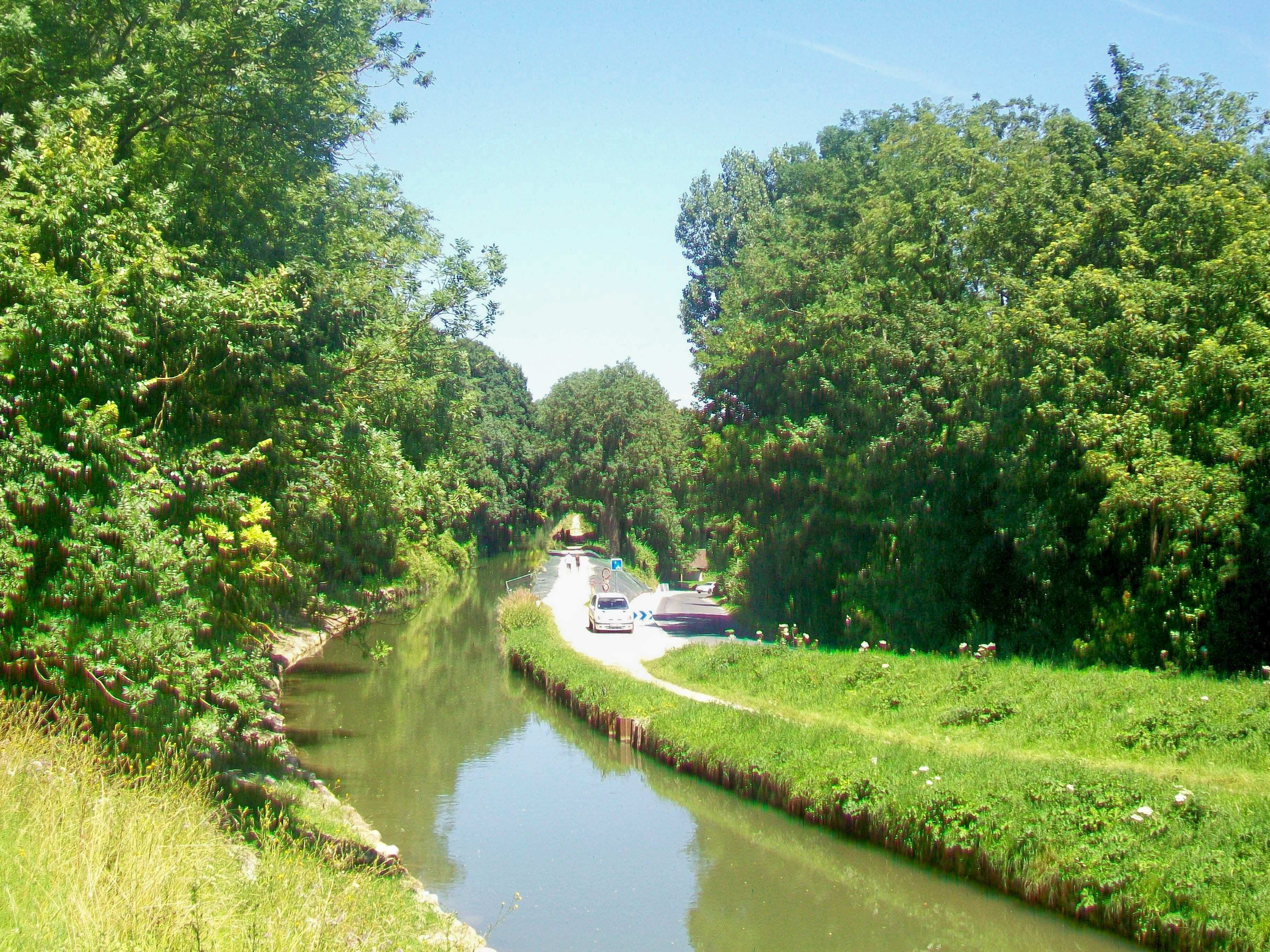
Canal de l’Ourcq
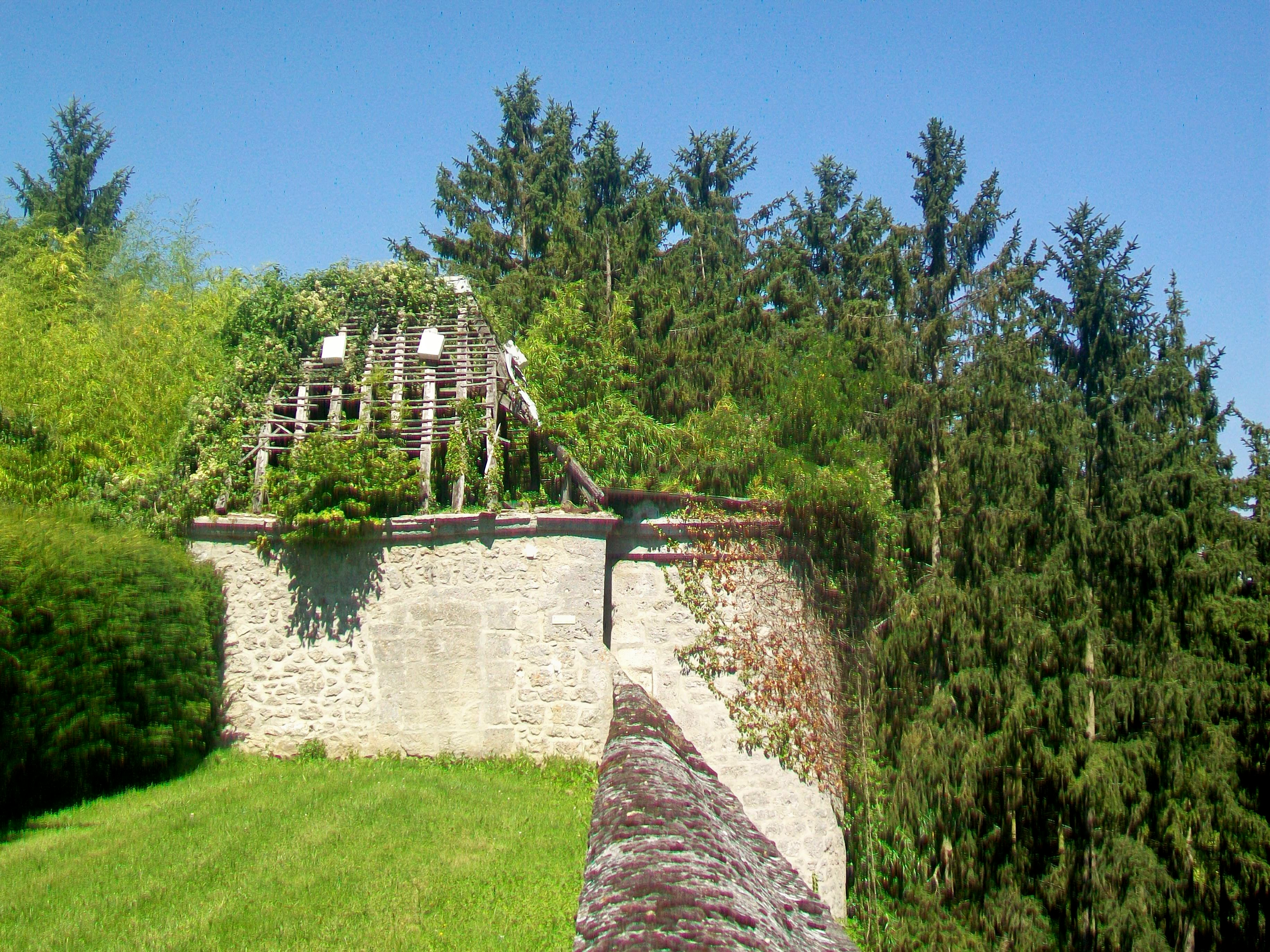
Ehemaliges Karmelitenkloster